# Scherma ai Giochi della IV Olimpiade - Spada individuale maschile
La competizione della spada individuale maschile  di scherma ai Giochi della IV Olimpiade si tenne dal 17 al 24 luglio 1908 al Fencing Ground presso lo Stadio di White City a Londra.

## Risultati

### 1º Turno
Si disputarono 13 gironi, i primi 3 classificati accedevano al 2 Turno
| Pos. | Atleta                   | Nazione     | TV | TS | TN |
| ---- | ------------------------ | ----------- | -- | -- | -- |
| 1    | Lauritz Christian Østrup | Danimarca   | 5  | 1  | 0  |
| 2    | Bernard Gravier          | Francia     | 4  | 2  | 0  |
| 2    | Jaroslav Tuček           | Boemia      | 4  | 2  | 0  |
| 4    | Eric Carlberg            | Svezia      | 3  | 3  | 0  |
| 5    | Pontus von Rosen         | Svezia      | 2  | 3  | 1  |
| 6    | Georg Stöhr              | Germania    | 1  | 4  | 1  |
| 7    | Luke Fildes              | Regno Unito | 0  | 4  | 2  |

| Pos. | Atleta                  | Nazione     | TV | TS | TN |
| ---- | ----------------------- | ----------- | -- | -- | -- |
| 1    | Vlastimil Lada-Sázavský | Boemia      | 5  | 1  | 0  |
| 2    | Charles Collignon       | Francia     | 4  | 1  | 1  |
| 3    | Pietro Speciale         | Italia      | 3  | 3  | 0  |
| 4    | Herbert Sander          | Danimarca   | 2  | 4  | 0  |
| 4    | Johan van Schreven      | Paesi Bassi | 2  | 2  | 2  |
| 6    | Walter Gates            | Sudafrica   | 1  | 3  | 2  |
| 6    | Fritz Jack              | Germania    | 1  | 4  | 1  |

| Pos. | Atleta        | Nazione     | TV | TS | TN |
| ---- | ------------- | ----------- | -- | -- | -- |
| 1    | Joseph Marais | Francia     | 5  | 0  | 0  |
| 2    | Ejnar Levison | Danimarca   | 3  | 2  | 0  |
| 2    | Gaston Renard | Belgio      | 3  | 2  | 0  |
| 4    | Johann Adam   | Germania    | 1  | 4  | 0  |
| 4    | Jack Blake    | Regno Unito | 1  | 3  | 1  |
| 4    | Max Dwinger   | Paesi Bassi | 1  | 3  | 1  |

| Pos. | Atleta                | Nazione     | VG | V1S | V2S |
| ---- | --------------------- | ----------- | -- | --- | --- |
| 1    | Herman Georges Berger | Francia     | 7  |     |     |
| 2    | Martin Holt           | Regno Unito | 3  | 2   | 2   |
| 2    | Vilém Tvrzský         | Boemia      | 3  | 2   | 2   |
| 4    | Otto Becker           | Danimarca   | 3  | 2   | 1   |
| 4    | Dino Diana            | Italia      | 3  | 2   | 1   |
| 6    | Hans Bergsland        | Norvegia    | 3  | 1   |     |
| 7    | André Sarens          | Belgio      | 1  |     |     |
| 7    | George van Rossem     | Paesi Bassi | 1  |     |     |

| Pos. | Atleta                 | Nazione     | TV | TS | TN |
| ---- | ---------------------- | ----------- | -- | -- | -- |
| 1    | Gaston Alibert         | Francia     | 6  | 0  | 1  |
| 2    | Fernand de Montigny    | Belgio      | 4  | 2  | 1  |
| 2    | Ivan Osiier            | Danimarca   | 4  | 2  | 1  |
| 4    | Percival Davson        | Regno Unito | 3  | 4  | 0  |
| 4    | Sante Ceccherini       | Italia      | 3  | 3  | 1  |
| 6    | Otakar Lada            | Boemia      | 2  | 4  | 1  |
| 7    | Robert Krünert         | Germania    | 1  | 5  | 1  |
| 7    | Maurits van Löben Sels | Paesi Bassi | 1  | 4  | 2  |

| Pos. | Atleta           | Nazione     | TV | TS | TN |
| ---- | ---------------- | ----------- | -- | -- | -- |
| 1    | François Rom     | Belgio      | 4  | 1  | 0  |
| 2    | Giulio Cagiati   | Italia      | 3  | 1  | 1  |
| 2    | Sydney Martineau | Regno Unito | 3  | 2  | 0  |
| 4    | Henry Peyron     | Svezia      | 2  | 2  | 1  |
| 5    | Albert Naumann   | Germania    | 1  | 4  | 0  |
| 5    | Bedřich Schejbal | Boemia      | 1  | 4  | 0  |

| Pos. | Atleta                        | Nazione     | TV | TS | TN |
| ---- | ----------------------------- | ----------- | -- | -- | -- |
| 1    | Leaf Daniell                  | Regno Unito | 5  | 1  | 0  |
| 2    | Vilém Goppold von Lobsdorf    | Boemia      | 4  | 2  | 0  |
| 3    | Fernand Bosmans               | Belgio      | 3  | 2  | 1  |
| 4    | Frédéric Dubordieu            | Francia     | 3  | 2  | 1  |
| 4    | Emil Schön                    | Germania    | 3  | 2  | 1  |
| 6    | Dezső Földes                  | Ungheria    | 1  | 5  | 0  |
| 7    | Willem Hubert van Blijenburgh | Paesi Bassi | 0  | 5  | 1  |

| Pos. | Atleta                   | Nazione     | TV | TS | TN |
| ---- | ------------------------ | ----------- | -- | -- | -- |
| 1    | Alfred Labouchere        | Paesi Bassi | 5  | 1  | 0  |
| 2    | Paul Anspach             | Belgio      | 4  | 1  | 1  |
| 3    | Jacques Rodocanachi      | Francia     | 3  | 3  | 0  |
| 4    | Ralph Chalmers           | Regno Unito | 3  | 3  | 0  |
| 5    | Jakob Erckrath de Bary   | Germania    | 2  | 2  | 2  |
| 5    | Alessandro Pirzio Biroli | Italia      | 2  | 3  | 1  |
| 7    | Jaroslav Tuček           | Boemia      | 0  | 6  | 0  |

| Pos. | Atleta                 | Nazione     | TV | TS | TN |
| ---- | ---------------------- | ----------- | -- | -- | -- |
| 1    | Robert Montgomerie     | Regno Unito | 5  | 0  | 1  |
| 2    | Gustaf Lindblom        | Svezia      | 3  | 1  | 2  |
| 2    | René Quenessen         | Francia     | 3  | 3  | 0  |
| 4    | Giuseppe Mangiarotti   | Italia      | 3  | 1  | 2  |
| 5    | Frantz Oscar Jørgensen | Danimarca   | 2  | 3  | 1  |
| 6    | August Petri           | Germania    | 0  | 4  | 2  |
| 6    | Percy Nobbs            | Canada      | 0  | 4  | 2  |

| Pos. | Atleta            | Nazione     | TV | TS | TN |
| ---- | ----------------- | ----------- | -- | -- | -- |
| 1    | Edgar Amphlett    | Regno Unito | 4  | 1  | 0  |
| 1    | Jetze Doorman     | Paesi Bassi | 4  | 1  | 0  |
| 3    | Eugène Olivier    | Francia     | 3  | 2  | 0  |
| 4    | Pietro Sarzano    | Italia      | 1  | 3  | 1  |
| 4    | Béla Zulawszky    | Ungheria    | 1  | 3  | 1  |
| 4    | Ernst Moldenhauer | Germania    | 1  | 4  | 0  |

| Pos. | Atleta              | Nazione     | TV | TS | TN |
| ---- | ------------------- | ----------- | -- | -- | -- |
| 1    | Marcello Bertinetti | Italia      | 3  | 1  | 0  |
| 2    | Pierre le Blon      | Belgio      | 2  | 1  | 1  |
| 2    | Cecil Haig          | Regno Unito | 2  | 2  | 0  |
| 4    | Simon Okker         | Paesi Bassi | 2  | 1  | 1  |
| 5    | Georg Branting      | Svezia      | 0  | 4  | 0  |

| Pos. | Atleta             | Nazione     | TV | TS | TN |
| ---- | ------------------ | ----------- | -- | -- | -- |
| 1    | Alexandre Lippmann | Francia     | 4  | 1  | 0  |
| 1    | François Stuyck    | Belgio      | 4  | 0  | 1  |
| 3    | Riccardo Nowak     | Italia      | 3  | 2  | 0  |
| 4    | Birger Cnattingius | Svezia      | 1  | 4  | 0  |
| 4    | Edgar Seligman     | Regno Unito | 1  | 2  | 2  |
| 6    | Gustaf Olson       | Svezia      | 0  | 4  | 1  |

| Pos. | Atleta                | Nazione     | TV | TS | TN |
| ---- | --------------------- | ----------- | -- | -- | -- |
| 1    | Jean Stern            | Francia     | 3  | 0  | 1  |
| 2    | Henry Davids          | Regno Unito | 2  | 2  | 0  |
| 2    | Marcel Van Langenhove | Belgio      | 2  | 2  | 0  |
| 4    | Julius Lichtenfels    | Germania    | 1  | 2  | 1  |
| 4    | Péter Tóth            | Ungheria    | 1  | 3  | 0  |

### 2º Turno
Si disputarono 8 gironi, i primi 2 classificati accedevano alle semifinali
| Pos. | Atleta          | Nazione     | TV | TS | TN |
| ---- | --------------- | ----------- | -- | -- | -- |
| 1    | Pierre le Blon  | Belgio      | 3  | 0  | 1  |
| 2    | Jean Stern      | Francia     | 2  | 0  | 2  |
| 3    | Jetze Doorman   | Paesi Bassi | 2  | 2  | 0  |
| 4    | François Stuyck | Belgio      | 1  | 3  | 0  |
| 5    | Ejnar Levison   | Danimarca   | 0  | 3  | 1  |

| Pos. | Atleta                     | Nazione     | TV | TS | TN |
| ---- | -------------------------- | ----------- | -- | -- | -- |
| 1    | Gaston Alibert             | Francia     | 4  | 0  | 0  |
| 2    | Herman Georges Berger      | Francia     | 2  | 1  | 1  |
| 3    | Vilém Goppold von Lobsdorf | Boemia      | 2  | 2  | 0  |
| 4    | Pietro Speciale            | Italia      | 1  | 3  | 0  |
| 5    | Henry Davids               | Regno Unito | 0  | 3  | 1  |

| Pos. | Atleta                  | Nazione     | TV | TS | TN |
| ---- | ----------------------- | ----------- | -- | -- | -- |
| 1T   | Alexandre Lippmann      | Francia     | 3  | 0  | 1  |
| 1T   | Gustaf Lindblom         | Svezia      | 3  | 1  | 0  |
| 3    | Leaf Daniell            | Regno Unito | 2  | 1  | 1  |
| 4    | Marcello Bertinetti     | Italia      | 1  | 3  | 0  |
| 5    | Vlastimil Lada-Sázavský | Boemia      | 0  | 4  | 0  |

| Pos. | Atleta              | Nazione     | TV | TS | TN |
| ---- | ------------------- | ----------- | -- | -- | -- |
| 1    | Paul Anspach        | Belgio      | 3  | 1  | 0  |
| 2    | Alfred Labouchere   | Paesi Bassi | 2  | 2  | 0  |
| 3    | Fernand de Montigny | Belgio      | 2  | 2  | 0  |
| 3    | Sydney Martineau    | Regno Unito | 2  | 2  | 0  |
| 5    | Jaroslav Tuček      | Boemia      | 1  | 3  | 0  |

| Pos. | Atleta                   | Nazione     | TV | TS | TN |
| ---- | ------------------------ | ----------- | -- | -- | -- |
| 1    | Lauritz Christian Østrup | Danimarca   | 3  | 1  | 0  |
| 2    | Gaston Renard            | Belgio      | 2  | 2  | 0  |
| 3    | Ivan Osiier              | Danimarca   | 2  | 2  | 0  |
| 3    | Jacques Rodocanachi      | Francia     | 2  | 2  | 0  |
| 5    | Edgar Amphlett           | Regno Unito | 1  | 3  | 0  |

| Pos. | Atleta             | Nazione     | TV | TS | TN |
| ---- | ------------------ | ----------- | -- | -- | -- |
| 1    | Martin Holt        | Regno Unito | 3  | 1  | 0  |
| 2    | Robert Montgomerie | Regno Unito | 2  | 2  | 0  |
| 3T   | Vilém Tvrzský      | Boemia      | 2  | 2  | 0  |
| 3T   | Bernard Gravier    | Francia     | 2  | 2  | 0  |
| 5    | Joseph Marais      | Francia     | 1  | 3  | 0  |

| Pos. | Atleta                | Nazione | TV | TS | TN |
| ---- | --------------------- | ------- | -- | -- | -- |
| 1    | François Rom          | Belgio  | 3  | 1  | 0  |
| 2    | Fernand Bosmans       | Belgio  | 2  | 0  | 2  |
| 3    | Marcel Van Langenhove | Belgio  | 1  | 2  | 1  |
| 3    | Riccardo Nowak        | Italia  | 1  | 2  | 1  |
| 3    | Charles Collignon     | Francia | 1  | 3  | 0  |

| Pos. | Atleta         | Nazione     | TV | TS | TN |
| ---- | -------------- | ----------- | -- | -- | -- |
| 1    | Eugène Olivier | Francia     | 2  | 1  | 0  |
| 1    | Cecil Haig     | Regno Unito | 2  | 1  | 0  |
| 2    | Giulio Cagiati | Italia      | 1  | 2  | 0  |
| 2    | René Quenessen | Francia     | 1  | 2  | 0  |

### Semifinali
| Pos. | Atleta                | Nazione     | TV | TS | TN |
| ---- | --------------------- | ----------- | -- | -- | -- |
| 1    | Gaston Alibert        | Francia     | 5  | 0  | 2  |
| 2    | Cecil Haig            | Regno Unito | 4  | 3  | 0  |
| 2    | Alfred Labouchere     | Paesi Bassi | 4  | 3  | 0  |
| 4    | Robert Montgomerie    | Regno Unito | 3  | 4  | 0  |
| 5    | François Rom          | Belgio      | 2  | 2  | 3  |
| 5    | Herman Georges Berger | Francia     | 2  | 3  | 2  |
| 5    | Gaston Renard         | Belgio      | 2  | 4  | 1  |
| 8    | Fernand Bosmans       | Belgio      | 0  | 3  | 4  |

| Pos. | Atleta                   | Nazione     | TV | TS | TN |
| ---- | ------------------------ | ----------- | -- | -- | -- |
| 1    | Paul Anspach             | Belgio      | 5  | 2  | 0  |
| 2    | Martin Holt              | Regno Unito | 4  | 3  | 0  |
| 3    | Alexandre Lippmann       | Francia     | 3  | 2  | 2  |
| 4    | Eugène Olivier           | Francia     | 3  | 2  | 2  |
| 5    | Jean Stern               | Francia     | 3  | 4  | 0  |
| 6T   | Lauritz Christian Østrup | Danimarca   | 2  | 2  | 3  |
| 6T   | Gustaf Lindblom          | Svezia      | 2  | 3  | 2  |
| 8    | Pierre le Blon           | Belgio      | 1  | 5  | 1  |

## Girone Finale
| Pos.    | Atleta             | Nazione     | Incontri | Incontri | Incontri | Incontri | Incontri | Incontri | Incontri | Incontri | Incontri | Spareggio | Spareggio | Spareggio | Spareggio |
| Pos.    | Atleta             | Nazione     | Vittorie | ALI      | LIP      | OLI      | MON      | ANS      | HAI      | LAB      | HOL      | Vittorie  | LIP       | OLI       | MON       |
| Oro     | Gaston Alibert     | Francia     | 5        | =        | V        | V        | P        | V        | V        | P        | V        |           |           |           |           |
| Argento | Alexandre Lippmann | Francia     | 4        | S        | =        | V        | S        | V        | V        | P        | V        | 2         | =         | V         | V         |
| Bronzo  | Eugène Olivier     | Francia     | 4        | S        | S        | =        | V        | V        | V        | S        | V        | 1         | S         | =         | V         |
| 4       | Robert Montgomerie | Regno Unito | 4        | P        | V        | S        | =        | V        | V        | V        | P        | 0         | S         | S         | =         |
| 5       | Paul Anspach       | Belgio      | 2        | S        | S        | S        | S        | =        | V        | S        | V        |           |           |           |           |
| 5       | Cecil Haig         | Regno Unito | 2        | S        | S        | S        | S        | S        | =        | V        | V        |           |           |           |           |
| 5       | Alfred Labouchere  | Paesi Bassi | 2        | P        | P        | V        | S        | V        | S        | =        | S        |           |           |           |           |
| 8       | Martin Holt        | Regno Unito | 1        | S        | S        | S        | P        | S        | S        | V        | =        |           |           |           |           |

Legenda della griglia: V=Vittoria; S=Sconfitta; P=Pari.